# مارلون ماریو براندو دا سیلویرا
مارلون ماریو براندو دا سیلویرا (به پرتغالی: Marlon Mário Brandão da Silveira) مهاجم اهل برزیل است که در شهر برزیل و در تاریخ ۲۶ ژانویهٔ ۱۹۸۷ به دنیا آمده‌است.
مارلون ماریو براندو دا سیلویرا در تیم‌های فوتبال Thespa Kusatsu، Citizen سابقهٔ حضور دارد.